# Gusap-Mot jezici
Gusap-Mot jezici, podskupina od (7) finisterrskih jezika, transnovogvinejska porodica, koji se govore u Papui Novoj Gvineji, u provinciji Madang.
Predstavnici su: iyo ili bure [nca], 6.900 (2003 SIL); madi ili gira [grg], 380 (2003 SIL); nekgini [nkg], 430 (Wurm and Hattori 1981); neko [nej], 320 (Wurm and Hattori 1981); ngaing ili mailang [nnf], 2.020 (2000 census); rawa ili erawa [rwo], 11.500 (1998 SIL); ufim [ufi], 550 (1978 K. McElhanon).   

## Vanjske poveznice
- Ethnologue (14th)
- Ethnologue (15th)